# Issa (tributario della Mokša)
La Issa (in russo Исса?) è un fiume della Russia europea (oblast' di Penza, Mordovia), affluente di destra della Mokša. Appartiene al bacino del Volga.

## Descrizione
La sorgente del fiume si trova vicino al villaggio di Bereznikovskij, nel distretto Luninskij; il corso del fiume si svolge prevalentemente verso nord-ovest. Costeggia la città di Insar, la quale è attraversata dal suo affluente Insarka, e passa dal centro dell'insediamento di tipo urbano di Issa. Sfocia nella Mokša a 437 km dalla foce. La lunghezza del fiume è di 149 km, l'area del suo bacino è di 2 350 km². La larghezza del canale nel tratto inferiore arriva fino a 50 m, la profondità è di 1-1,5 metri. 